# Peter Biyiasas
Peter Biyiasas est un joueur d'échecs canadien puis américain né le 19 novembre 1950 à Athènes.
Champion du Canada en 1972 et 1975, il a représenté le Canada lors de quatre olympiades de 1972 à 1978 (médaille de bronze individuelle en 1972 et 1976, médaille d'argent en 1978), ainsi que lors des tournois interzonaux de Petropolis en 1976 et de Manille en 1976. Il a obtenu les titres de maître international en 1972 et de grand maître international en 1978.

## Carrière aux échecs
En 1972, Peter Biyiasas remporta le championnat du Canada à Toronto avec 12 points sur 17. Ce tournoi était un tournoi zonal qui le qualifiait au tournoi interzonal de 1973. Il lui permit d'obtenir le titre de maître international et de représenter le Canada lors de l'olympiade d'échecs de 1972 à Skopje (Biyiasas remporta la médaille de bronze individuelle au quatrième échiquier). Lors du tournoi interzonal de 1973, il termina à la quinzième place avec 6,5 points sur 17. En 1973, il remporta la médaille de bronze au championnat panaméricain d'échecs disputé à Winnipeg au Canada (championnat remporté par Walter Browne devant Kevin Spraggett).
En 1975, Biyiasas remporta le championnat national et tournoi zonal avec 12 points sur 17, un point devant Kevin Spraggett. En 1976, il joua au premier échiquier canadien lors de l'olympiade d'échecs de 1976 ; il marqua 7,5 points sur 10, remportant la médaille de bronze individuelle et le Canada finit huitième. La même année, il ne marqua que 6 points sur 19 au tournoi interzonal de Manille. En 1978, il joua au deuxième échiquier canadien lors de l'olympiade d'échecs de 1978 ; il marqua 9 points sur 12, remportant la médaille d'argent individuelle au deuxième échiquier et le Canada finit onzième.
Il remporta quatre fois le championnat de Colombie-Britannique de 1968 à 1972 et trois championnats open de Colombie-Britannique de 1972 à 1978.
En 1979, Peter Biyiasas finit premier du mémorial Paul Kérès à Vancouver. La même année, il émigra aux États-Unis et travailla comme programmeur informatique chez IBM en Californie. En 1980, il finit à la 4e-6e place ex æquo du très fort tournoi de Wijk aan Zee 1980 avec 7,5 points sur 13 (tournoi remporté par Browne et Seirawan). La même année, 1980, il participa au championnat des États-Unis d'échecs, marquant moins de la moitié des points. Il se maria et se retira des compétitions en 1985